# Borbecksch Platt
Borbecksch Platt (auch Borbecker Platt oder kurzum Borbecksch genannt) ist der im Essener Nordwesten und im Oberhausener Südosten (das Gebiet der ehemaligen Bürgermeisterei Borbeck und deren größere Nachbarschaften) gesprochener westfälischer Grenz- und Übergangsdialekt, der sich östlich der Einheitsplurallinie befindet, sich aus Elementen des Niederdeutschen und des Niederfränkischen zusammensetzt und zum Südwestfälischen gerechnet wird. Trotz seiner niederfränkischen Elemente wird es heute zum Niederdeutschen gerechnet.

## Klassifikation

Das Sprachgebiet des Borbeckschen liegt im westfälischen Sprachraum (6) direkt an der Grenze zum Niederfränkischen (15)

Das historische Gebiet des Reichsstiftes Essen und somit auch das Sprachgebiet des Borbecker Plattes gehört nicht
zum Westmünsterländischen, welches ebenfalls zum Niederdeutschen zählt, weist aber Merkmale dessen auf. Das Westmünsterländische ist durch die Mischung der verschiedenen Sprechweisen der Franken und der Sachsen entstanden und teilt viele Kennmale des Niederfränkischen, grammatisch steht es jedoch dem Westfälischen nahe. Der Sprachforscher Wrede bezeichnete diesen Mundartbereich in seinem Erläuterungstext zum „Deutschen Sprachatlas“ als Gebiet der „Holländischen Nachbarschaft“ und stellte es dem Westfälischen und seinen typisch gebrochenen Lauten wie ua, ue, ui gegenüber.
Das ganze Gebiet zwischen dem Verläufen der Issel, Dinkel und Ruhr stellte vor der Industrialisierung nicht nur sprachlich einen Kulturraum dar, auch das Erbrecht, es herrschte das Anerbenrecht, und die Siedlungsform, die durch Einzelhöfe mit Zweiständerhäusern geprägt war, verband es.

## Geschichte

### 9. bis 13. Jahrhundert
Nach vereinzelten Wörtern in lateinischen Texten tritt kurz vor der Mitte des 9. Jahrhunderts erstmals die regionale Sprache in Erscheinung: Das Altsächsische. In lateinischen Texten findet man den Ausdruck lingua Saxonica („sächsische Sprache“). Die wenigen bis heute überlieferten Texte dieses Zeitraums stammen aus Essen, Münster und Freckenhorst und wurden zwischen 830 und ca. 1050 angefertigt.
Um das Jahr 869 entsteht einer der ältesten Essener bzw. Borbecker Funde dieses Zeitraums: Es ist ein Abgabenverzeichnis oder Heberegister, in dem Borbeck als Borthbeki erwähnt wird.
Von der Mitte des 11. Jahrhunderts bis zum Beginn des 13. Jahrhunderts wird hernach wieder in lateinischer Sprache geschrieben.

### 14. bis 18. Jahrhundert

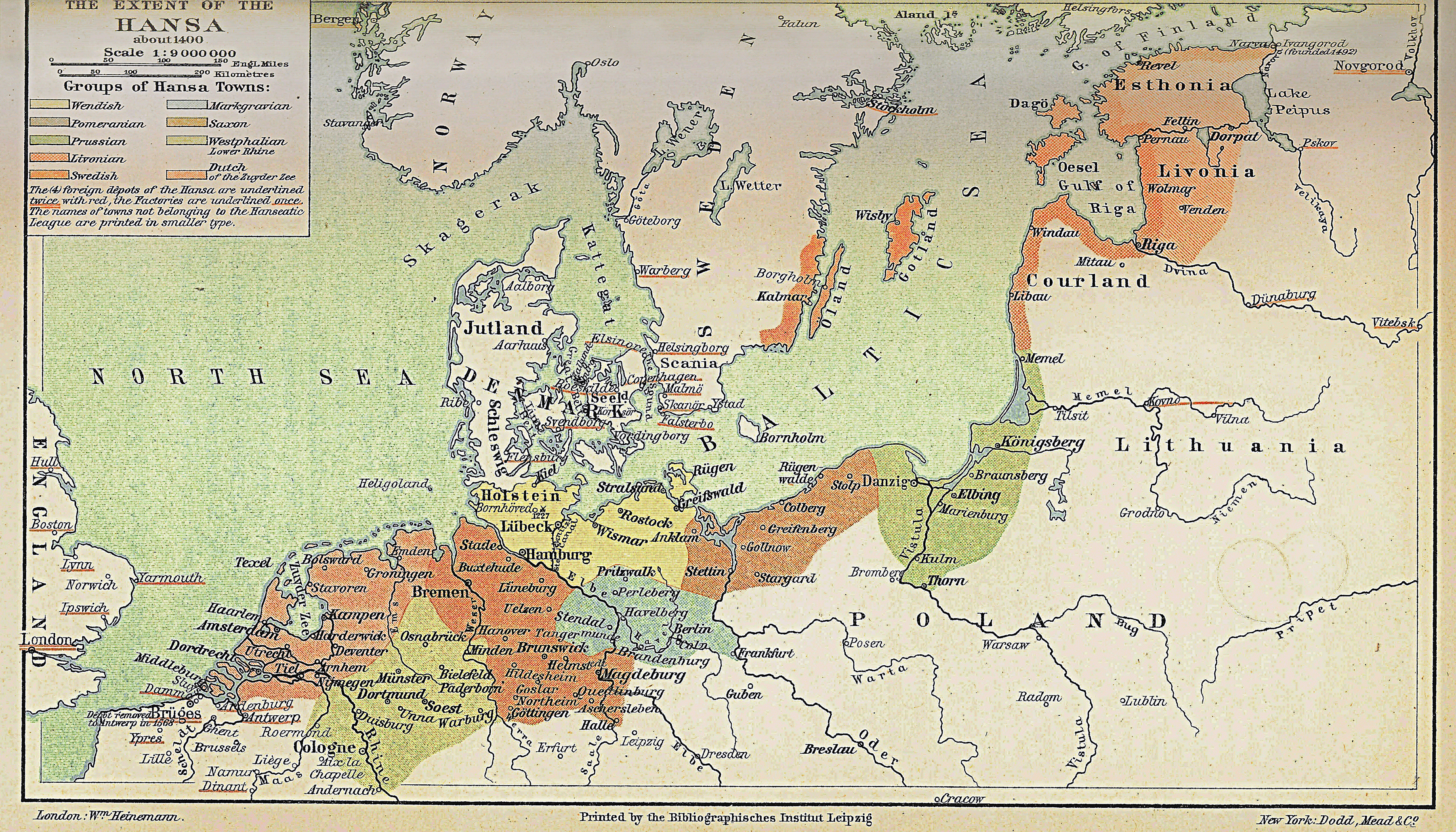
Die Hanse um 1400

Zu Beginn des 14. Jahrhunderts wandelt sich das Altsächsische mit einer Reihe von Entwicklungen zur heute Mittelniederdeutsch genannten Sprachstufe. Innerhalb eines Jahrhunderts wird diese, gestützt von der Hanse und dem städtischen Bürgertum, zur führende Schriftsprache im Norden Mitteleuropas und dient als Lingua franca in der Nordhälfte Europas. Es gibt einen Einfluss des Mittelniederdeutschen auf die skandinavischen Sprachen Dänisch, Norwegisch und Schwedisch, der durch zahlreiche Lehnworte gekennzeichnet ist. Mittelniederdeutsche Urkunden gibt es von London im Westen bis Nowgorod im Osten und von Bergen im Norden bis Westfalen im Süden. Das Mittelniederdeutsche schafft und hinterlässt in seinem Geltungsbereich eine beachtliche weltliche und kirchliche Literatur, Ortsnamen, Flurnamen und vor allem viele Familiennamen, eine umfangreiche Geschichts- und Rechtsliteratur sowie Geschäftsprosa. Das Lateinische bleibt beschränkt auf den innerkirchlichen und wissenschaftlichen Bereich Schriftsprache.
Trotz der Richtung hin zu einer Vereinheitlichung lassen sich regionale mittelniederdeutsche Schreibsprachen herausgliedern, die sich durch sprachliche Variablen unterscheiden. So stehen im Mittelniederdeutschen vier ê-Laute zwei ô-Lauten gegenüber, die im Laufe der Zeit vereinfacht werden.
Die Gegend um Münster wird zum Kerngebiet einer Wandlung, die das Westfälische Platt entstehen lässt. Das neu entstandene Platt sticht vor allem durch viele Diphthonge hervor. In den Randbereichen dieses Einflussbereiches wie dem Sauerland und den niedersächsischen Gebieten Westfalens findet die Entwicklung schwächer statt, im Zentrum um Münster sowie in Ostwestfalen am ausgeprägtesten. Auf dieser Grundlage machen die Mundarten im Westmünsterland sowie in Südwestfalen und den heute niederländischen Teilen Westfalens einen weiteren Wandel durch: Viele Diphthonge (die aus langen Vokalen entstanden waren) werden um ein Element gekürzt, sodass kurze Vokale entstehen (zum Beispiel „essen“, im übrigen Niedersächsischen ääten/eeten, im Westfälischen iäten, im Westmünsterländischen etten). Diese Entwicklung führt nicht nur zur Entstehung einer anderen Aussprache, sondern ergibt auch einen anderen Aufbau der Sprache. Da diese Vereinfachung in Westfalen von Landschaft zu Landschaft unterschiedlich durchgeführt wird, entwickelten sich das Westmünsterländische und dem gegenüber auch das Südwestfälische, Ostwestfälische und Münsterländische innerhalb des Westfälischen.
Die Bauerschaften und den größeren Nachbarschaften des Borbecker Quartiers, einem Gebiet, das etwa ein Viertel des Essener Stiftgebietes ausmacht und von der Mitte der heutigen Stadt Oberhausen bis an die Zehntgrenze der Reichsabtei Werden (heute Ortsteil von Essen) reicht, gehören sprachlich zum westlichen Teil des Vestes Recklinghausen oder zum Untervest. Ein anderer, verwandter Mundartbereich umschließt die Landkreise Borken und Ahaus westlich der Dinkel und den holländischen Achterhoek zwischen Issel, Berkel und Dinkel. Auch die ungleich große Entfernung zu anderen Mundartbereichen wie etwa dem niederfränkischen Sprachgebiet und deren Beeinflussung auf das hiesige Platt erzeugen weitere Unterschiede. Die Mundart von Borbeck gewinnt Eigenarten und entwickelt sich zum eigenständigen Ortsdialekt: Borbecksch entsteht.
Vergleich des südwestfälischen Borbecksch mit den vier in Deutschland gesprochenen westfälischen Mundartgruppen:
| Hochdeutsch | Borbecksch | Westmünsterländisch | Südwestfälisch | Münsterländisch | Ostwestfälisch |
| ----------- | ---------- | ------------------- | -------------- | --------------- | -------------- |
| Hochdeutsch | Hogedütsch | Hoogedüüts          |                |                 |                |
| Haus        | Huus       | Huus                | Hius           | Huus            | Hius           |
| Woche       | Wecke      | Wääke               | Wiärke         |                 | Wiäken         |
| Brot        | Brot       | Brot                | Brout          | Braut           | Braut          |
| Baum        | Boom       | Boom                | pl. Böüme      | Baum            | Baum           |
| laufen      | lopen      | lopen               | loupen         | laupen          | laupen         |
| Fuß         | Faut       | Foot                | Faut           | Foot            | Fout           |
| Tod         | Dood       | Dood                | Doud           | Daud            | Daud           |
| Buch        | Bauk       | Book                | Bauk           | Bok (Pl. Böker) | Bouk           |
| Stein       | Steen      | Steen               | Stäin          | Steen           | Stäin          |
| Blut        | Blaut      | Bloot               | Blaut          | Bloot           | Blout          |
| Dieb        | Deiw       | Deef                | Daif           | Daif            | Däif           |
| klein       | kleen      | klein               | klain          | kleen, klain    | klein, kläin   |
| Kleid       | Kleed      | Kleed               | Kläid          | Kleed           | Klaid          |

Aufgrund der dünnen Besiedlung Borbecks entstehen auch Formulierungen, die nur in den Siedlungen verstanden werden, in denen sie entstanden. So wird zum Beispiel in einer Bedingrader Siedlung „De Berren leggen noch em Damm“ (Die Betten sind noch nicht gemacht) gesagt, anderswo in Borbeck wird dieser Satz aber nicht verstanden. Insgesamt folgt die Sprache jedoch dem Muster des Ortes.
Hoheitslied der früheren Bauern, 1500, 1600. (aus Dellwig)
Kauke es dän Hochmenschür,
Bovesmann het kän Holt in Für,
Hüttmen es en Häunerdas,
Halpmen sett dä Kappe ent was,
Dickmen es dän Duckennacken,
Voss dä kann kän Stuten backen,
Pülsmen dä dritt ent Hackebrett,
Vonnemann sett, o wi klappert dät,
Sandgathe nemmt än Stück Speck
on häut Scheppmen domen an’n Bäck,
Vieselmann es en brave Mann,
Herskamp sett: ick weet nicks dovan,
Krandiek es en Vuselstöcker,
Rohmen es än Uutsöpper.
Das Mittelniederdeutsch bleibt unabhängig von den Ortsdialekten zusammen mit dem Lateinischen bis ins 17. Jahrhundert Schriftsprache. Es wird jedoch durch ein westfälisches Substrat gekennzeichnet, im Allgemeinen folgt es aber dem Lübecker Standard. Im 16. und 17. Jahrhundert wird das Mittelniederdeutsche durch das von Martin Luther geprägte Neuhochdeutsche ersetzt. Nach und nach wird es durch die hochdeutsche Schriftsprache ersetzt. Weitere Gründe für den Sprachwechsel vom Platt- zum Hochdeutschen sind der Untergang der Hanse und die Herausbildung eines wirtschaftlichen Schwerpunktes in Süddeutschland und der Buchdruck.

### 19. Jahrhundert

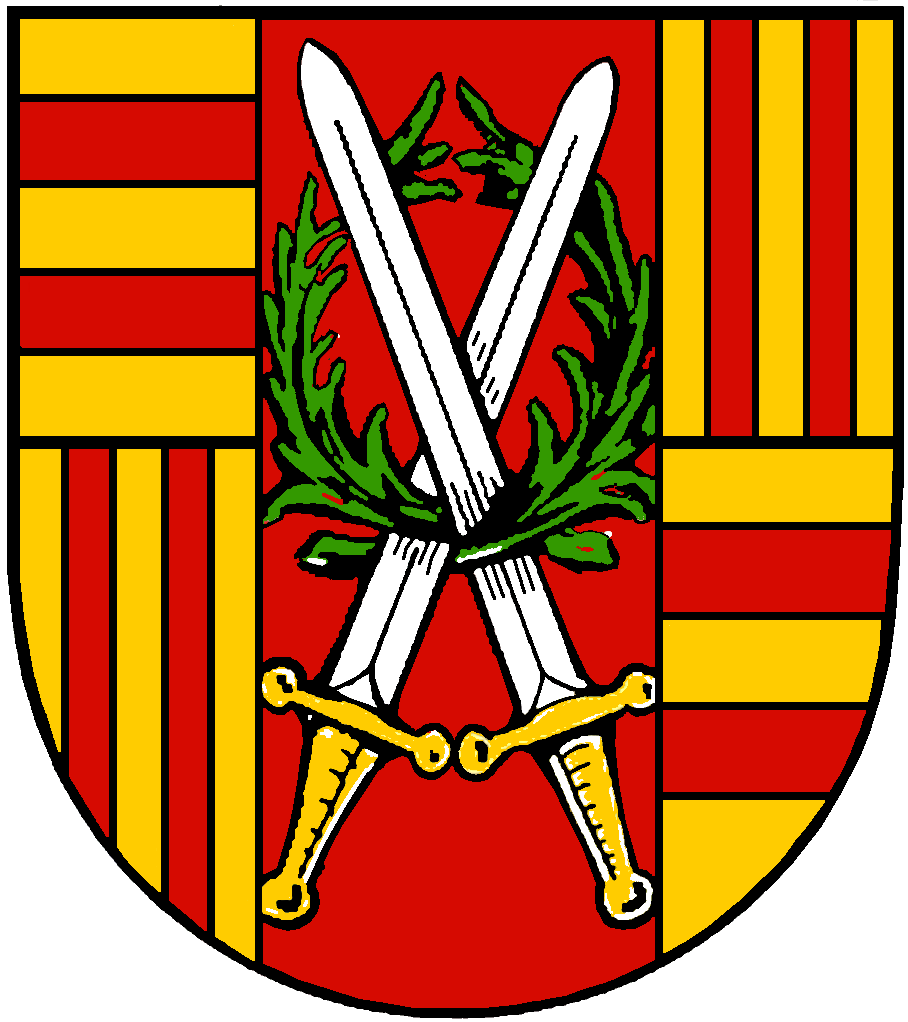
Das Wappen von Borbeck

Nach dem Ende des Reichsstiftes Essen 1803 wird Borbeck als französisch besetztes Gebiet 1808 zur Munizipalität. Französische Vokabeln finden Eingang in die Borbecker Mundart.
Die Neuordnung Europas durch den Wiener Kongress führt im Jahre 1815 dazu, dass die Gemeinde Borbeck Teil der preußischen Rheinprovinz wird. Es entsteht die eigenständige Bürgermeisterei Borbeck. Trotz neuer Zugehörigkeit verändert sich der Dialekt nicht.
Mit dem Aufkommen des Bergbaus verliert Borbeck und das Ruhrgebiet seinen bis dahin dörflichen und landwirtschaftlichen Charakter und wandelt sich zum industriellen Ballungsraum. 1823 entsteht durch Vereinigung der 1816 gegründeten Kreise Dinslaken und Essen der Kreis Duisburg, in dem Borbeck und Altendorf eine Bürgermeisterei bilden. Durch Kabinettsorder vom 10. August 1857 wurde 1859 der Kreis Essen zusammen mit der Bürgermeisterin Borbeck wieder aus dem Kreis Duisburg herausgelöst und neu eingerichtet. Um 1840 sind im Raum der Gemeinde Borbeck mehrere Bohrungen verschiedener Gewerkschaften auf der Suche nach bauwürdigen Steinkohlevorkommen fündig geworden. Daraufhin entstehen mehrere Zechen wie Zeche Wolfsbank, Zeche Neuwesel, Zeche Christian Levin, Zeche Neu-Cöln und Zeche Amalie.
1966 schließt im Borbecker Raum die letzte Zeche.
Die Orte des Ruhrgebietes wachsen – wenn auch ungleich schnell – stark an. In den ersten Einwanderungsphasen kommen viele Sprecher aus nieder- und mittelfränkischen bzw. westfälischen Dialektgebieten, in den folgenden Phasen setzt ein großer Zustrom aus den vier Ostprovinzen des Deutschen Reiches (Ostpreußen, Westpreußen, Schlesien und Posen) ein, die Deutsch oder Polnisch (darunter Masurisch) sprechen. Vor allem die Zuwanderung zwischen 1850 und 1900 sorgt im Ruhrgebiet für eine Versiebenfachung der Bevölkerung. Um diese Zeit sind in Essen oder auch Dortmund und Duisburg weniger als die Hälfte der Bewohner auch dort geboren.

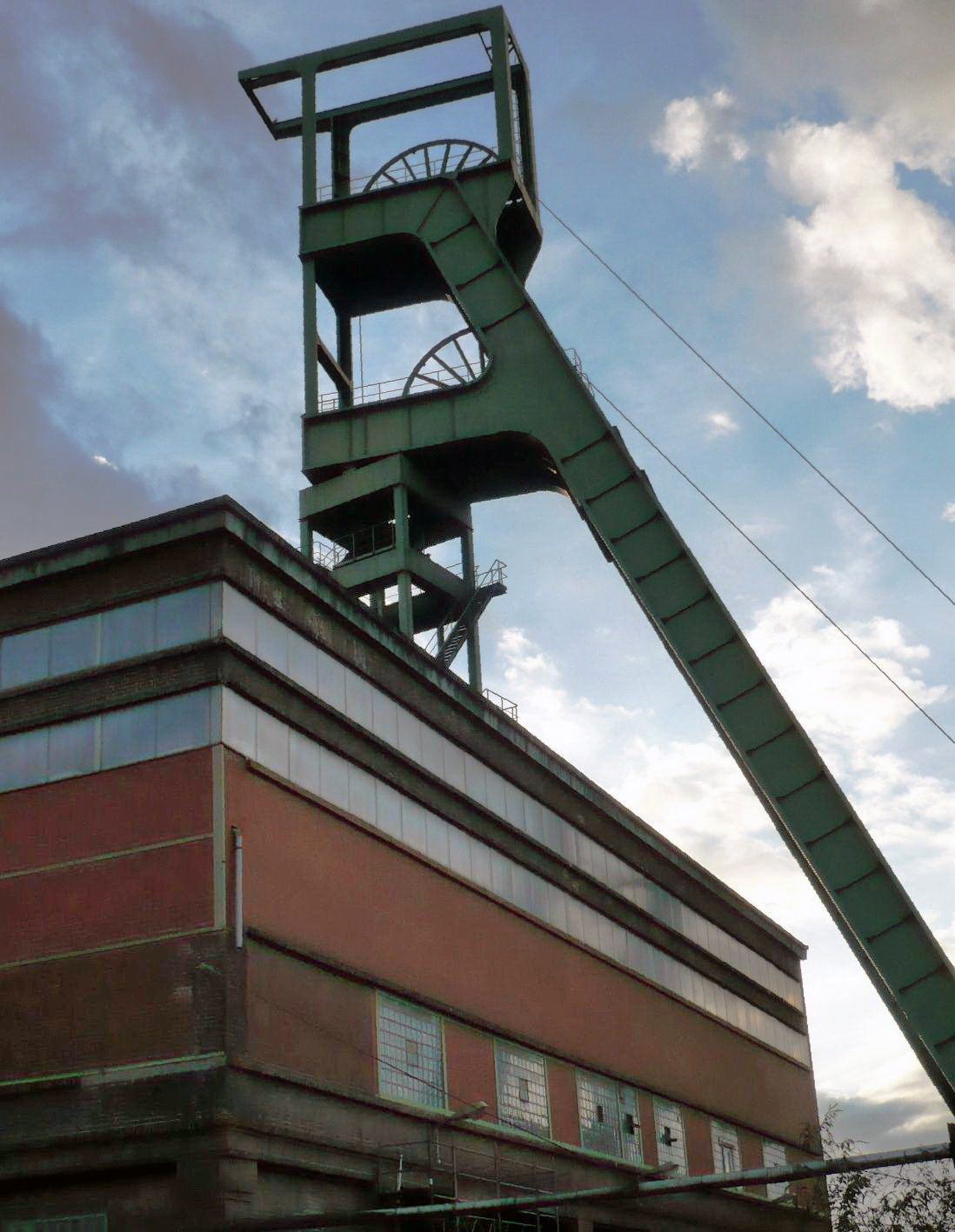
Fördergerüst der Zeche Amalie

Die mit der Zuwanderung ins Ruhrgebiet verbundenen Veränderungen der Tradition und Gemeinschaft, wie zum Beispiel die Aufgabe von Bräuchen und Festen und der Wechsel von Dorfgemeinschaften mit informellem Kommunikationsgefüge hin zur städtischen Anonymität dienen als Hinweise auf die bedeutungsschweren Veränderungen, welche auch Folgen auf das traditionelle Sprachsystem haben. Die Bedingungen, die während der Industrialisierung zu Erweiterungen des Wortschatzes und Änderungen der Syntax der Ausgangssprache beigetragen haben, sind direkte Einflüsse auf das Sprachsystem. Die zunehmenden Veränderungen in allen Lebensbereichen erfordern eine funktionierende Verwaltung. Dies setzt jedoch voraus, dass fachsprachliche Termini und Neologismen eingebunden werden. Die Gebrauchseinschränkungen für die niederdeutschen Dialekte führt allmählich dazu, dass bestimmte Begriffe keine erwünschte Ausdrucksmöglichkeit im Plattdeutschen mehr finden. Mit der Zurückdrängung der plattdeutschen Mundarten im Ruhrgebiet vollzieht sich gleichzeitig eine Ausbreitung der hochdeutschen Verkehrssprache.
Eine weitere Ursache, die zu Sprachveränderungen führt, ist der massenhafte Umzug innerhalb der Städte und Industriegebiete. Nur wenige der Zuwanderer bleiben länger als ein Jahr in dem jeweiligen Ort, ehe sie erneut weiterziehen, um anderswo eine besser bezahlte Arbeit zu finden. Die Folge ist, dass sich das Erlernen von Ortsdialekten nicht lohnt.
Der Duisburger Sprachforscher Arend Mihm: „Die alten Dialekte hatten seit der Industrialisierung keine Chance mehr, das Kommunikationsmittel für die breite Mehrheit der Bevölkerung zu bleiben. Die auf die Agrarstruktur bezogene Kleinräumigkeit und der große Abstand zum Hochdeutschen als der überregionalen Sprache machten die niederdeutschen Varietäten ungeeignet für die großen Bevölkerungsbewegungen, die bei der Ansiedlung der Industrie erforderlich waren.“
Auch der Ausbau des Schulsystems im 18. und 19. Jahrhundert, die allgemeine Schulpflicht und das Aufkommen von preisgünstigen Druckerzeugnissen führen zu einem sprachlichen Wandel. Der 1951 verstorbene Lehrer und Heimatdichter Hermann Hagedorn klagt, während seiner Schulzeit sei kein Plattdeutsch gesprochen worden: „Döt wo woll’n trurige Tied vö ons Kenner. On’t wö alle nech nödig gewäss. Met een eenzig plattdütsch Wöetken hääd’n sö ons dä Schoole taum Paradies maken können.“

### 20. Jahrhundert bis heute
Das Hochdeutsche wird zunehmend zur Verständigungssprache der zuziehenden Landbevölkerung und der Einwanderer anderer Sprachen und die ursprünglichen Ortsdialekte verlieren damit in den Jahrzehnten nach 1900 für viele Bewohner des Ruhrgebiets an sozialem Ansehen. Es entwickelt sich eine neue Alltagssprache, das „Ruhrdeutsch“, welches sich zwar an die Standardsprache annähert, aber keinesfalls mit ihr gleichzusetzen ist. Der jeweilige Ortsdialekt färbt auf das Ruhrdeutsch jeden Ortes durch.
Etwa bis zum Jahre 1914 wird Borbecksch, ungeachtet des Ruhr- und Hochdeutschen, immer noch von der Mehrheit der Frintroper, Bedingrader, Dellwiger und Gerscheder gesprochen. Auch nach 1914 schrumpft der Sprecherkreis der Borbecker Mundart stetig weiter.
Hermann Hagedorn – Heeme
Hi'e es min Riek,
So wiet ick klek!
Wo rondöm roe Füe flammt,
Schachräe ruscht on Kolwen stampt,
Maschinen schnuwt on Iser dröhnt,
Van Rollen on Stooten dä Äre stöhnt.
On hoge öwer dät Gewemmel
Steht dän Hemmel.
Steht do kloe on vuller Prach,
Bloo bi Daage, schwatt bi Nach.
Steht do aal dä do'usend Joe
Ewen prächtig, ewen kloe.
Bi dä Arbeit, di dä Rauh
Blenkert hä mi fröndlich tau.
Wo ick goh
On wo ick stoh,
En Sonnenschien on Stäenennach,
En Wenterwend an Sommerprach,
Bi Räegerusch on Beckenwispern
Höe ick än heemlich, heemlich Flispern …
Dät send dä Stemmen! „Fit! Fit! Fit!“
Ät lutt bold so wie Wee'enpiepen,
Dä fröhjoes sick dä Jonges schnitt …
Ick kann dän Ton met Hänne griepen,
Hä geht en't Hatte mi so deip …
– Vader sengt!
Mooder sengt! –
Heeme! Wat häw ick di leiw!
Heute ist das Borbecksche und die plattdeutschen Mundarten des Ruhrgebiets für viele Borbecker – trotz nach wie vor erscheinenden Veröffentlichungen auf Platt in der Lokalzeitung Borbecker Nachrichten – nicht mehr bekannt. Der Kultur-Historische Verein Borbeck versucht, den Dialekt mit Heimatnachmittagen, an denen Muttersprachler Gedichte und Lieder auf Platt vortragen, zu pflegen. Auch die Gruppe Mitten in Borbeck veranstaltet Aktionen zur Pflege der Sprache. So wurden unter anderem Besucher des Borbecker Adventsmarktes mit einigen Stücken auf Borbecksch unterhalten. Auch eine musikalische Messe mit einer dazu passenden Geschichte gab es. Ein Gedenkstein am Reuenberg, der Hagedornstein, erinnert an den bekanntesten Vertreter des Dialektes Hermann Hagedorn. Einige Straßennamen wie etwa Heeme (Heimat) und der Name des Karnevalsvereins Klein-Aff (Klein ab) erinnern an das Platt.

## Phonetik und Phonologie

### Historische Phonologie
Das Borbecksch Platt hat wie auch die anderen niederdeutschen Mundarten die Zweite Lautverschiebung nicht mitgemacht. Auch die entsprechenden Wörter in Sprachen, die ebenfalls diese Lautverschiebung nur zu einem geringen Teil oder gar nicht mitmachten, wie etwa dem Niederländischen, dem Englischen, dem Dänischen, dem Schwedischen, dem Norwegischen und dem Isländischen ähneln daher den Wörtern des Borbeckschen.
Konsonanten im Borbeckschen ↔ Konsonanten im Hochdeutschen
d, dd → t:
- danzen, Midde ↔ tanzen, Mitte

t, tt → z:
- Löwentant, Hatte ↔ Löwenzahn, Herz

t, tt → s:
- Water, etten ↔ Wasser, essen

t, tt → tz:
- setten, dretterig ↔ setzen, schmutzig

p → f:
- loopen, opbüen ↔ laufen, aufheben

p, pp → pf:
- Prumen, Kopp ↔ Pflaumen, Kopf

k → ch:
- Kärke, maaken ↔ Kirche, machen

w → b:
- Schriewdisch, Owendskall ↔ Schreibtisch, Abendsplausch

### Aussprache
Die Sprachlandschaft Essen-Enschede-Deventer, zu der das Borbecksch gehört, wird durch einfache und breit gezogene E- und O-Laute gekennzeichnet. Gemeinsam mit dem Niederfränkischen in Mülheim, Dinslaken und Wesel hat diese die einfachen Selbstlaute, die in Bochum, Gelsenkirchen und Recklinghausen (der historischen Grafschaft Mark) in kurze Doppellaute gebrochen werden.

## Grammatik

### Rechtschreibung
Es gibt keine einheitliche oder verbindliche Rechtschreibung im Borbeckschen. Die Schreibung ist mehr oder weniger individuell. Zum Beispiel:
| opp Borbecksch   | Hochdeutsch |
| ---------------- | ----------- |
| Lüü oder Lüh     | Leute       |
| Tiet oder Tied   | Zeit        |
| Tenne oder Tänne | Zähne       |

### Morphologie
Borbecksch ist keine standardisierte Sprache, grammatische Regeln wurden nicht festgelegt. Eine umfassende grammatische Beschreibung des Borbeckschen ist daher schwierig.

#### Personalpronomen
| Numerus  | Person | Genus      | Nominativ | Dativ | Akkusativ |
| -------- | ------ | ---------- | --------- | ----- | --------- |
| Singular | 1.     |            | ick, ik   | mi    | mi        |
| Singular | 2.     |            | du, duu   | di    | di        |
| Singular | 3.     | Maskulinum | hä        |       |           |
| Singular | 3.     | Femininum  | sö, se    |       |           |
| Singular | 3.     | Neutrum    | öt        |       |           |
| Plural   | 1.     |            | wi        | ons   |           |
| Plural   | 2.     |            | git, gitt |       |           |
| Plural   | 3.     |            | sö, se    |       |           |

#### Zahlwörter
| - 1: ens, eens - 2: twe, twee - 3: drei - 4: ve’e - 5: fief, fiev - 6: sess - 7: siewen, si’ewen - 8: ach (acht) - 9: nirgen, ni’egen - 10:ti’en | - 11: elf - 12: twölf - 13: drütti’en - 14: ve’eti’en - 15: fiffti’en - 16: sessti’en - 17: sewwent’en - 18: achti’en - 19: neggenti’en - 20: twentig, twintig | - 25: fiefontwentig - 30: dattig - 40: vettig - 50: fieftig, fiftig, fifftig - 60: sesstig - 70: sewwenzig - 80: achzig, achtzig - 90: neggenzig - 100: honnert - 1000: do’usend |

#### Die Vorsilbe ge-
Im Borbeckschen ist die Vorsilbe ge- für die Charakterisierung des Partizips Perfekt im Gegensatz zu westmünsterländischen Dialekten wie dem Borks Platt (Borken) oder dem Bokelts Platt (Bocholt) vollständig vorhanden. Die Ursache für diesen Unterschied ist wahrscheinlich die Nähe zum niederfränkischen Sprachgebiet. Im direkt am niederfränkischen Sprachgebiet grenzenden Borbeckschen Mundartbereich sagt man noch „Ick häw öm geseihen“ oder „Dä Moder het’t gesagg“. Im weiter von der Grenze entfernten Bocholt (Bokelts Platt) wird die Vorsilbe in e- bereits abgeschwächt (zum Beispiel „He is upestaohn“ oder „He hew’t nich edoan“). In Borken, dass mitten im sächsischen Sprachgebiet liegt, ist dieses bereits abgeschwächte e- vielfach verschwunden. Die generelle Ursache dieser Abschwächung beziehungsweise des Schwundes der Vorsilbe ge- ist nicht eindeutig geklärt.

### Wortbildung
Eine häufig vorkommende Wortendung ist „-ken/-sken“. Sie dient der Verniedlichung der genannten Person bezw. der genannten Sache. Zum Beispiel:
| opp Borbecksch | Hochdeutsch |
| -------------- | ----------- |
| Käezken        | Kerzlein    |
| Kendken        | Kindlein    |
| Becksken       | Bächlein    |

Diese Endung wird auch im Ruhrdeutschen, einem Nachfolger des Plattes, weiter verwendet. Zum Beispiel:
| Ruhrdeutsch | Hochdeutsch |
| ----------- | ----------- |
| Tschüssken  | Tschüss     |
| Spässken    | Späßchen    |
| Käffken     | Käffchen    |

### Verbformen im Plural
Borbeck liegt an der Einheitsplurallinie („Westfälische Linie“) genannten Grenzscheide zwischen rheinischen und westfälischen Dialekten. Das Niederrheinische hat, wie das Standarddeutsche, zwei verschiedene Formen in den Präsensformen der Verben im Plural. Das Westfälische zeichnet sich durch seinen Einheitsplural im Präsens der Verbformen aus, das heißt, dass die erste, zweite und dritte Person im Plural mit derselben Verbform stehen, die im Indikativ auf -t und im Konjunktiv auf -en endet. In Borbeck gibt es sowohl die niederrheinische als auch die westfälische Form.
Bei einigen Wörtern gibt es verschiedene Pluralformen wie zum Beispiel wi schluuten, gitt schlütt, sö schlotten (→ schließen) oder wi send, gitt sid, sö send (→ sein), bei anderen gibt es nur eine einzige Form wie zum Beispiel wi wett, gitt wett, sö wett (→ wissen). Bei vielen Wörtern gibt es beide Möglichkeiten: So könnte man sowohl wi mögd, gitt mögd, sö mögd als auch wi möggen, gitt mögd, sö möggen (→ mögen) sagen.
Pluralformen im Borbeckschen ↔ übliche Pluralformen im Westfälischen
Beispiel (machen): wi maaken, gitt mackt, se mooken ↔ wi maket, gi maket, se maket
|           | ick (ich)  | du (du)  | hä (er)   | wi (wir)                | gitt (ihr) | sö (sie)            |
| --------- | ---------- | -------- | --------- | ----------------------- | ---------- | ------------------- |
| sein      | si         | büs      | es        | send                    | sid        | send                |
| machen    | maak       | mäcks    | mäck      | maaken                  | mackt      | mooken (auch mackt) |
| haben     | häw        | häss     | hätt      | häwwen                  | häwt       | häwwen              |
| kommen    | komm       | kömmpß   | kömmp     | kömp, komp (auch komen) | komp       | komp (auch komen)   |
| mögen     | mög, möch  | mögs     | mög, möch | mögd (auch möggen)      | mögd       | mögd (auch möggen)  |
| schmecken | schmeck    | schmecks | schmeck   | schmecken               | schmeckt   | schmecken           |
| schneiden | schni      | schnies  | schnitt   | schnehen                | schnet     | schnehen            |
| schließen | schluut    | schlütts | schlütt   | schluuten               | schlütt    | schlotten           |
| müssen    | mott       | moss     | mott      | mött                    | mött       | mött (auch mötten)  |
| lieben    | leiw       | leiws    | leiw      | leiwen                  | leiwt      | leiwen              |
| liegen    | legg       | leggs    | lett      | leggen                  | läggt      | leggen              |
| geben     | gäw        | giffs    | giff      | gäwwen                  | gäwt       | gäwwen              |
| gehen     | goh        | gehs     | geht      | gohen (auch gont)       | gott       | gohen (auch gont)   |
| tun       | dau        | daus     | daut      | dauen (auch daut)       | daut       | dauen (auch daut)   |
| wissen    | weet, wett | wees     | weet      | wett                    | wett       | wett                |
| tanzen    | danz       | danz     | danz      | danzen                  | danz       | danzen              |
| schlafen  | schloop    | schlööps | schlööp   | schloopen               | schloopt   | schloopen           |
| halten    | holl       | hölls    | höllt     | hollen (auch höllt)     | holt       | hollen (auch höllt) |
| sehen     | seih       | sühs     | süht      | seihen                  | seiht      | seihen (auch seiht) |
| laufen    | loop       | löpps    | löpp      | loopen                  | löppt      | loopen              |
| warten    | wach       | wächs    | wächt     | wachen                  | wacht      | wochen (auch wöcht) |
| gucken    | kiek       | kieks    | kickt     | kieken                  | kiekt      | kieken              |

## Wortschatz

### Personenbezeichnungen
Das Borbecksche besitzt wie viele anderen Dialekte auch, einen sehr reichhaltigen Wortschatz. So gibt es beispielsweise neben zahllosen Beschimpfungen und barschen Bemerkungen, die gesagt werden können, auch eine große Zahl an Vokabeln, die Verhältnisse, Verhalten oder Eigenschaften von bestimmten Personen oder Personengruppen charakterisieren. Typische Endungen vieler dieser Wörter sind ~kopp (~kopf) (zum Beispiel Klowerkopp, Quaterkopp, Kappeskopp, Zockskopp, Pröttelkopp), ~fott (~hintern) (Klöngelfott, Wippfott, Schockelfott) und ~bucksche (~hose)(Kongelbucksche, Fuhlbucksche). Viele Beleidigungen hängen auch mit Tieren wie Hunden (Honne) (dreigeneihte Honne, spitzfennige Honne, hatthörige Honne), Schweinen (Färkes) (Färkesbäre, Färkesdäss) und Ziegen (Hibben) (bange Hibbe) zusammen.
Ein weiteres Beispiel für Vokabeln, die bestimmte Eigenschaften von Personen oder Personengruppen beschreiben ist „Mädchen“. Ein großes Mädchen wird Schleit genannt, ein kleines Mädchen nennt man Hümmelken oder auch Hüppken. Bei einem unordentlichen Mädchen spricht man von einem Zubbelken: „Son Zubbelken mott noch geboren wären“ (So ein unordentliches Mädchen gibt es nicht noch einmal), bei einem dreckigen Mädchen von einem Schmuddelken. Das erfinden weiterer und neuer Bezeichnungen oder generell von Vokabeln ist leicht und entsteht aus der Situation.

### Bisschen und wenig
Um 1885 sagte man in Borbeck und dem ganzen heutigen Essener Norden überwiegend bettken oder bittken (bisschen), im Essener Süden dagegen bettschen.
Zumindest Hermann Hagedorn benutzte in seinen Gedichten und Erzählungen überwiegend betschen (zum Beispiel „Wenterdagg“ (Hatte on Heeme – Botterblaumen)), verwandte aber auch bettken („Heißa hopp Kathrenneken“ (ebenfalls Hatte on Heeme – Botterblaumen)).
| opp Borbecksch | Hochdeutsch          |
| -------------- | -------------------- |
| betschen       | bisschen             |
| fitzken        | bisschen, ganz wenig |
| bettken        | bisschen, wenig      |
| spi’eken       | ein wenig, etwas     |

## Nachbardialekte
| Osterfelder Platt (Südwestfälisch) | Bottropsch Platt (Südwestfälisch)        | Altenessener Platt (Südwestfälisch) |
| Meidericher Platt (Kleverländisch) | Windrose                                 | Altenessener Platt (Südwestfälisch) |
| Mölmsch Platt (Bergisch)           | wahrscheinlich Waddisch Platt (Bergisch) | Essensch Platt (Südwestfälisch)     |

Nach einer 1936 von Helmut Hellberg gezeichneten Karte, die die Dialektgrenzen der niederdeutschen Sprache im Gebiet zwischen Langenberg im Süden und Lippe im Norden und Mülheim im Westen und Recklinghausen im Osten darstellt, grenzt das Bottropsch Platt im Norden an das Borbecksche. Die Emscher gilt als Grenzlinie, Unterschiede zwischen diesen beiden Dialekten gibt es aber kaum.
| opp Borbecksch           | opp Bottropsch           | Hochdeutsch                          |
| ------------------------ | ------------------------ | ------------------------------------ |
| en bettken trügge        | en bettken trügge        | ein bisschen zurück(geblieben)       |
| Et gitt no’n Schnirrken! | Et gitt no’n Schnirrken! | Essen Sie doch noch ein Schnittchen! |

Im Nordosten und Osten von Borbeck grenzt das Altenessener Platt an.
Das Essensch Platt grenzt im Südwesten an das Borbecksche. Es ist die Mundart der heutigen Essener Innenstadt. Trotz der unmittelbaren Nähe zu Borbeck und der Zugehörigkeit zum gleichen Sprachgebiet, unterscheiden sich die beiden Dialekte. In einem Zeitungsartikel, der 2007 in der WAZ erschien, wird sogar Erstaunen über die unmittelbare Existenz vom Borbecksch und Essensch als sich zwei „sehr stark“ unterscheidende Mundarten nebeneinander geübt. Ein Unterschied ist beispielsweise der hochdeutsche Einfluss. Das schon seit längerer Zeit urbanisierte Essen (die heutige Essener Innenstadt) stand unter einem größeren Einfluss als das für lange Zeit ländlich gebliebene Borbeck. Johannes Pesch schrieb auf Borbecksch und Essensch.
Die Südgrenze ist unsicher: Nach Erläuterung der Größe des borbeckschen Sprachgebietes im Booklet der CD „Borbecksch Platt – Heeme, wat häw ick di leiw“ reicht das Sprachgebiet bis an die historische Zehntgrenze der Reichsabtei Werden. Der dortige Dialekt ist das Waddische. Laut Hellbergs Karte könnte es aber auch sein, dass Frohnhausen, Holsterhausen und Rüttenscheid, die zwischen Borbeck und Werden liegen, einen eigenen Mundartbereich bilden. Frohnhausen und Holsterhausen gehörten noch bis 1871 zur Bürgermeisterei Borbeck.
Der folgende Vergleich beruht auf dem Platt Hermann Hagedorns (Borbecksch) und August Hahns (Waddisch):
| opp Borbecksch | opp Waddisch | Hochdeutsch |
| -------------- | ------------ | ----------- |
| Wäe            | Wäer         | Wetter      |
| Müsche         | Mötsch       | Mütze       |
| Päed           | Päd          | Pferd       |
| pläckebaasch   | pleckebarwes | barfuß      |

Der Läppkes Mühlenbach trennt die Borbecker Mundart im Südwesten vom Mölmsch Platt (Mülheim). Die Vokabeln der beiden Dialekte sind teilweise sehr unterschiedlich. So heißen beispielsweise Zähne auf Borbecksch „Tenne“, auf Mölmsch aber „Teint“ (Dümpten) oder „Taun“. Für Mülheimer, die in der Zeit nach Borbeck zogen, zu der Borbecksch meistgesprochene Sprache war, gab es große Verständigungsprobleme. Es gab wegen dieser Sprachunterschiede sogar Hänseleien.
Der folgende Vergleich basiert auf dem Platt Hermann Hagedorns (Borbecksch) und dem Online-Mölmschwörterbuch der Stadt Mülheim/Ruhr:
| opp Borbecksch | opp Mölmsch  | Hochdeutsch |
| -------------- | ------------ | ----------- |
| Düe            | Düar         | Tür         |
| Wäe            | Weer         | Wetter      |
| Wiesche        | Wiesche      | Wiese       |
| Äre            | Aed          | Erde        |
| Ogenblick      | Ougenbléck   | Augenblick  |
| Schötte        | Schotteldook | Schürze     |

Im Westen schließen sich die ehemals zur Herrschaft Broich gehörenden Orte Alstaden und Styrum an. Die dortige Mundart ist aufgrund der langen, engen Zusammengehörigkeit stark mit dem Mölmschen verbunden und zählt ebenfalls zum Bergischen.
| opp Borbecksch                                                              | Alster Platt (Alstaden/Styrum)                                         | Hochdeutsch                                                                      |
| --------------------------------------------------------------------------- | ---------------------------------------------------------------------- | -------------------------------------------------------------------------------- |
| Sei doe, min Jüngsken, wat hesse doe gesagg?                                | Süh do, min Jüngske, watt heste do gesag?                              | Sieh da, mein Jüngchen, was hast du da gesagt?                                   |
| Godden Dag ok, Herr Wolf, joe, wat sätt so’n Bock nech alles, wenn hä süpp! | Gun Dak ouk, Herr Wolf, jo, watt seht sunnen Bock niet ahl, wenn süpp! | Guten Tag auch, Herr Wolf, ja, was sagt so ein Bock nicht alles, wenn er trinkt! |

Das Osterfelder Platt grenzt im Nordwesten an das Borbecksche. Grenzlinie ist genau wie beim Bottropsch Platt auch die Emscher.
| Borbecksch Väschloowend kömmp heraan, et rappelt enne Bösse. Alle Wiewer kriergen en Mann, ick ock, on ock min Süster. Väschloowend es vanowend, klingelt op de Bösse! Lott mi nech so lange stohn, mott noch en Hüsken widder gohn. | Osterfelder Platt Faschelowend kömmt heran, et rappelt in de Bössen. Alle Wiewer kriegt en Mann, eck ook, un ook min Söster. Faschelowend is vanowend. Klingel op de Bössen! Lott mi nich so lange schtohn, mot noch en Hüsken wiedder gohn. |

## Beispiele

### Das „Vater unser“
| Hochdeutsch Vater unser im Himmel, Geheiligt werde dein Name. Dein Reich komme. Dein Wille geschehe, Wie im Himmel so auf Erden. Unser tägliches Brot gib uns heute. Und vergib uns unsere Schuld, Wie auch wir vergeben Unseren Schuldigern. Und führe uns nicht in Versuchung, Sondern erlöse uns von dem Bösen. Denn dein ist das Reich und die Kraft Und die Herrlichkeit in Ewigkeit. Amen. | Borbecksch Onse Vader em Hemmel Din Name sall gehillig wären, Din Riek sall kommen, Din Wille sall passeeren As em Hemmel so ok op Ären Onse däglich Brot gäw ons vandage On vegäw ons onse Schuld As ok wi dä vergäwt, Dä en onse Schuld stott. On föhr ons nech en Väseukung Sönnern befrie ons van däm Uewel. Denn din es dat Riek, on dä Kraff On dä Herrlichkeit, en Ewigkeit. Amen. | Achterhoeks (Winterswijk) Unzen Vader in de hemelen, Laot dienen name eheilegd worden; Laot dien könninkriek kommen; Laot dienen wille gebeuren Op de eerde zo as in den hemel. Gef uns noo uns dageleks brood En vergef uns unze scholden Zo as ok wi-j vergeft Wee bi-j uns in de schold staot; En breng ons neet in verzeuking, Maor maak uns vri-j van 't kwaod. Want van Di-j is het könninkriek en de krach En de glorie noo en alle dage. Amen. | Niederländisch Onze vader die in de hemel zijt Uw naam worde geheiligd. Uw rijk kome. Uw wil geschiede Op aarde zoals in de hemel. Geef ons heden ons dagelijks brood. En vergeef ons onze schuld, Zoals wij ook aan anderen Hun schuld vergeven. En leid ons niet in bekoring, Maar verlos ons van het kwade. Want U is het koninkrijk en de kracht En de heerlijkheid in eeuwigheid Amen. |

### Borbecksche Vokabeln
Neben dem Niederdeutschen macht besonders der französische Einfluss den Wortschatz des Dialektes aus. Einige Wörter ähneln besonders der niederländischen Sprache.
| opp Borbecksch Platt      | Hochdeutsch                                        | Anmerkung                                                                  |
| ------------------------- | -------------------------------------------------- | -------------------------------------------------------------------------- |
| Ärppel, Ärappel           | Kartoffel                                          | Ärappel = Ableitung von Erdapfel, Är(a)ppelsdämmer = Kartoffelstampfer     |
| Äsche                     | Axt                                                |                                                                            |
| Auwer                     | Dammböschung, Abhang                               |                                                                            |
| Beä                       | Bier                                               |                                                                            |
| Behei                     | Aufsehen, Getue                                    |                                                                            |
| Blötschkopp               | Blödmann/dummer Mensch                             |                                                                            |
| Botterramm oder Dubbelten | Butterbrot                                         | vgl. im Kölschen Butteramm, im Niederländischen boterham                   |
| Bollerbüx                 | Baby-Windel                                        |                                                                            |
| Buxterhusen               | nicht existierender Ortsname                       | im westmünsterländischen Sprachraum verbreitet                             |
| Chapeau                   | Hut                                                | aus dem Französischen übernommen                                           |
| Chaussée                  | Hauptstraße (zum Beispiel Frintroper Straße)       | aus dem Französischen übernommen                                           |
| Däätz                     | Kopf                                               | von frz. tête                                                              |
| döllern                   | grölen, singen                                     |                                                                            |
| dückes, dückers           | häufig, oft                                        |                                                                            |
| effelig, leckersch        | wählerisch                                         |                                                                            |
| Emsche                    | Emscher                                            |                                                                            |
| ewkes, eevkes             | eben                                               | es eevkes (mal eben)                                                       |
| Fäesche                   | Ferse                                              |                                                                            |
| Flunsch                   | beleidigt sein                                     | z. B. „ein Flunsch ziehen“ (beleidigtes Gesicht machen)                    |
| Flons                     | liederliche, leichtsinnige oder nachlässige Person | zum Beispiel: Du Flons van’e Käe                                           |
| fottens, fots             | sofort                                             |                                                                            |
| fuchte                    | munter                                             | „Holl di fuchte“ (Halte dich munter)                                       |
| Fuhlbucksche              | Faulpelz                                           |                                                                            |
| Gatt                      | Loch, Versteck                                     |                                                                            |
| Geitlenk                  | Amsel                                              |                                                                            |
| gibbeln                   | kichern                                            | vgl. im Niederländischen giechelen                                         |
| Hackepeter                | Hackfleisch                                        |                                                                            |
| Hatte                     | Herz                                               | „en’n Hatte väwaht“ (in einem Herzen eingeschlossen)                       |
| Heeme                     | Heimat                                             |                                                                            |
| Hosspes                   | Freund, Liebhaber, Chef                            |                                                                            |
| Huckbüen                  | Abstellkammer                                      |                                                                            |
| Hüülemuule                | Person, bei der der Mund immer zum weinen steht    |                                                                            |
| Iis                       | Eis                                                |                                                                            |
| Isers                     | Hufeisen                                           |                                                                            |
| jägdern                   | jagen                                              |                                                                            |
| Jankebaat                 | heulende Person                                    |                                                                            |
| Jass                      | Joppe (Jacke)                                      |                                                                            |
| Kabuff                    | kleiner Raum                                       |                                                                            |
| Kajeere                   | Karriere, beruflicher Aufstieg                     | von frz. carrière                                                          |
| Kladderadatsch            | Durcheinander, Drumherum, Zeug                     |                                                                            |
| Klömkes                   | Bonbons                                            |                                                                            |
| klöngelig                 | lumpig                                             |                                                                            |
| Kneil                     | Zimt                                               | vgl. im Niederländischen kaneel                                            |
| kongeln                   | tauschen                                           |                                                                            |
| Küsselken                 | unordentliche Person                               | „Dät es son Küsselken“ (Das ist so eine schludrige Person)                 |
| Latüchte                  | alles was leuchtet                                 | eine Zusammenziehung aus Laterne und Leuchte                               |
| Lebbe                     | Lippe                                              | Lebbsche (dicke Lippe)                                                     |
| liehen                    | leiden                                             | „So mucken mi alle godd liehen“ (Sie mochten mich alle gut leiden)         |
| luurig                    | trübsinnig, niedergeschlagen                       |                                                                            |
| Möppchen                  | Rosinenbrötchen                                    |                                                                            |
| mündkesmote               | mundgerecht                                        |                                                                            |
| Müsche                    | Mütze                                              |                                                                            |
| Mostert                   | Senf                                               | von frz. moutard, am Niederrhein und in Köln verbreitet, niederl.: mosterd |
| Mopp                      | Du fiesen Mopp (Schimpfwort)                       | vgl. im Kölschen Möpp                                                      |
| Nücken                    | Eigenarten, Zwistigkeiten                          | „… dückes sine Nücken“ (… häufig Zwistigkeiten)                            |
| nuseln                    | vor sich hin reden                                 |                                                                            |
| Nögde                     | Nähe                                               |                                                                            |
| Ohme                      | Onkel                                              | vgl. im Niederländischen oom                                               |
| Öösken                    | niedliches aber raffiniertes Kind                  |                                                                            |
| opbüen                    | aufheben                                           |                                                                            |
| Owendskall                | Abendsplausch                                      | Owend = Abend; kallen = sprechen, plauschen                                |
| Parapluie                 | Regenschirm                                        | aus dem Französischen übernommen                                           |
| Pittermess                | kleines Küchenmesser                               |                                                                            |
| pläckebaasch              | barfuß                                             |                                                                            |
| Pottwottels               | heranwachsende Kinder                              |                                                                            |
| Pullen                    | sich waschen/baden                                 |                                                                            |
| Quärke                    | wehleidige Person                                  |                                                                            |
| Remmeltoote               | Summe                                              |                                                                            |
| Remmeltroote              | Litanei (Gebet)                                    |                                                                            |
| Ressong                   | Vernunft                                           | von frz. raison                                                            |
| röm on töm                | rundherum                                          |                                                                            |
| Sabbeln                   | viel reden                                         |                                                                            |
| schlörig                  | unansehnlich, ungepflegt                           |                                                                            |
| Schnüss                   | Mund                                               |                                                                            |
| sönnertieds               | jetzt, in dieser Zeit                              |                                                                            |
| Sooterdag                 | Samstag                                            |                                                                            |
| Tööte                     | Kohleneimer                                        |                                                                            |
| trügge                    | zurückgehen, zurückbleiben                         | wenn jemand begriffsstutzig ist, dann ist er „en bettken/betschen trügge“  |
| Trottoir                  | Bürgersteig                                        | aus dem Französischen übernommen                                           |
| Tüüch                     | Wäsche                                             | „Dät Tüüch hänk op’e Liene“ (Die Wäsche hängt auf der Leine)               |
| Uchte                     | Weihnachtsmesse                                    | „Goh gitt ok en’e Uchte?“ (Geht ihr auch in die Christmette?)              |
| ullig                     | armselig                                           |                                                                            |
| uselig                    | unangenehm                                         |                                                                            |
| vämutschen                | vertilgen                                          |                                                                            |
| Vänüll                    | Verständnis                                        |                                                                            |
| väpräumen                 | verschlingen                                       |                                                                            |
| wat                       | was, etwas                                         | „Wat van allerhand“ (Von allem etwas)                                      |
| Wämmse                    | Schläge                                            |                                                                            |
| Wottel                    | Möhre                                              |                                                                            |
| wullacken                 | schwer arbeiten                                    |                                                                            |
| Zieselkes, Ziepel         | Zwiebeln                                           |                                                                            |
| Zotte                     | Sorte                                              |                                                                            |
| Zuppe                     | Suppe                                              |                                                                            |

### Wörterbuch
Zwischen den Jahren 1960 und 1968 schrieb Willi Schlüter ein Mundartlexikon, welches Theo Saxe im Jahr 2007 ausbaute. Im Zusammenhang mit der Veröffentlichung der CD „Borbecksch Platt – Heeme, wat häw ick di leiw“ der Gruppe „Mitten in Borbeck“ im Jahr 2007 startete die Lokalzeitung Borbecker Nachrichten eine Serie, die aus diesem erweiterten Wörterbuch und dazu passenden Zeichnungen bestand.

### Schriftsteller
Borbecksch:
- Hermann Hagedorn (* 20. August 1884 in Gerschede; † 7. März 1951 in Fretter, Gemeinde Finnentrop)
- Willi Schlüter (* 8. August 1899; † 1988)
- Willi Witte (* 1891 in Frintrop; † 1955)
- Hermann Witte (* 27. November 1889 in Frintrop; †)
- Josef Witte (* in Frintrop; †)
- Elisabeth Holte (* 1882; † 23. November 1958)

Borbecksch und Essensch:
- Johannes Pesch (* 25. September 1886 in Borbeck)